# Кави, Дуайт Мохаммед
Дуа́йт Моха́ммед Кави́ (англ. Dwight Muhammad Qawi; при рождении Дуайт Брэ́кстон, (англ. Dwight Braxton); 5 января 1953, Балтимор, США — 25 июля 2025) — американский боксёр. Чемпион мира в полутяжёлой (WBC, 1981—1983) и 1-й тяжёлой (WBA, 1985—1986) весовых категориях. Включён в Международный зал боксёрской славы (2004).

## Профессиональная карьера
Дебютировал на профессиональном ринге 19 апреля 1978 года. Завершил бой вничью.
31 мая 1981 года нокаутировал в 7-м раунде экс-чемпиона мира в полутяжёлом весе американца Майка Россмана.

### Чемпионский бой сМэттью Саадом Мохаммедом
19 декабря 1981 года встретился с чемпионом мира в полутяжёлом весе по версии WBC американцем Мэттью Саадом Мохаммедом. Брэкстон одержал победу техническим нокаутом в 10-м раунде и, впервые в карьере, стал чемпионом мира.
21 марта 1982 года защитил титул, нокаутировав в 6-м раунде американца Джерри Мартина.

### Второй бой сМэттью Саадом Мохаммедом
7 августа 1982 года во второй раз встретился с Мэттью Саадом Мохаммедом. Кави нокаутировал Мохаммеда в 6-м раунде.
20 ноября 1982 года защитил титул, нокаутировав в 11-м раунде американца Эдди Дэвиса.
В конце 1982 года Дуайт Брэкстон принял ислам и сменил имя на Дуайт Мохаммед Кави.

### Объединительный бой сМайклом Спинксом
18 марта 1983 года в объединительном бою встретился с чемпионом мира в полутяжёлом весе по версии WBA американцем Майклом Спинксом. Поединок продлился все 15 раундов. Все трое судей отдали победу Спинксу: 144—140 и 144—141 (дважды).
17 сентября 1983 года победил по очкам бывшего претендента на титул чемпиона мира в полутяжёлом весе американца Джонни Дэвиса.

### Чемпионский бой сПитом Кроусом
27 июля 1985 года встретился с чемпионом мира в 1-м тяжёлом весе по версии WBA южноафриканцем Питом Кроусом. Нокаутировал соперника в 1--м раунде и стал чемпионом мира во второй весовой категории.
22 марта 1986 года встретился с экс-чемпионом мира в тяжёлом весе американцем Леоном Спинксом. Победил техническим нокаутом в 6-м раунде и защитил титул.

### Первый бой сЭвандером Холифилдом
12 июля 1986 года проводил защиту титула WBA в 1-м тяжёлом весе в бою против американца Эвандера Холифилда. Поединок продлился все 15 раундов. Мнения судей разделились. Один судья отдал победу Кави со счётом 143—141. Двое других выставили счёт в пользу Холифилда: 144—140 и 147—138. Холифилд установил рекорд, став чемпионом мира в 1-м тяжёлом весе всего в 12-м бою.
15 мая 1987 года проиграл по очкам экс-чемпиону мира в 1-м тяжёлом весе пуэрториканцу Осси Окасио. Счёт судей: 95-95, 94-95, 94-96.
15 августа 1987 года нокаутировал в 6-м раунде экс-чемпиона мира в 1-м тяжёлом весе американца Ли Роя Мёрфи.

### Второй бой сЭвандером Холифилдом
5 декабря 1987 года во второй раз встретился с Эвандером Холифилдом. Холифилд вышел на ринг в ранге чемпиона мира в 1-м тяжёлом весе по версиям WBA и IBF (титул WBA не стоял на кону). Кави потерпел поражение нокаутом в 4-м раунде.

### Бой с Джорджем Форманом
19 марта 1988 года проиграл техническим нокаутом в 7-м раунде экс-чемпиону мира в тяжёлом весе американцу Джорджу Форману.

### Чемпионский бой сРобертом Дэниелсом
27 ноября 1989 года встретился с американцем Робертом Дэниелсом в бою за вакантный титул чемпиона мира в 1-м тяжёлом весе по версии WBA. Проиграл по очкам раздельным решением судей (115—114, 113—115, 113—116).
7 ноября 1991 года одержал досрочную победу над экс-чемпионом мира в 1-м тяжёлом весе американцем Рикки Парки.
8 мая 1992 года проиграл по очкам американцу Артуру Уильямсу. Счёт судей: 92-97, 93-96, 94-95.
13 октября 1992 года проиграл по очкам американцу Нейту Миллеру. Счёт судей: 91-99 и 92-98 (дважды).

### Смерть
Умер 25 июля 2025 года в возрасте 72 лет после пятилетней борьбы с деменцией.

## Титулы и достижения

### Профессиональные

#### Региональные
- WBC Continental Americas в 1-м тяжёлом весе (1989—1990, 1991).

#### Мировые
- Чемпион мира в полутяжёлом весе по версии WBC (1981—1983).
- Чемпион мира в 1-м тяжёлом весе по версии WBA (1985—1986).

## Признание
- В 2004 году включён в Международный зал боксёрской славы[32].